# Flughafen Santa Katarina-Mount Sinai

i8
i11
i13
Der Flughafen Santa Katarina-Mount Sinai (arabisch مطار سانت كاترين الدولي; IATA-Code: SKV, ICAO-Code: HESC) ist ein öffentlicher Flughafen, 30 km nordöstlich von St. Katharina im Gouvernement Dschanub Sina in Ägypten (In der Stadt befindet sich das Katharinenkloster).

## Flughafendaten
Er hat eine Asphaltpiste mit 2115 m Länge und 36 m Breite. Die Seehöhe beträgt 1331 m. Die Landebahn soll auf 3000 m verlängert werden, ein 32 m hoher Kontrollturm und ein Passagierterminal mit einer Fläche von 15.000 m² werden neu gebaut.